# NOS 470
De NOS 470-serie was een mengtafelserie die ontworpen was door de technische dienst van de NOS.
Tot aan het begin van de jaren tachtig maakte de NOS nog haar eigen studio-installaties naar eigen ontwerp. In die dagen gingen de studio's zo'n 10 jaar mee, soms zelfs nog langer. Zo was de KRO-HCK in de jaren zeventig nog een ontwerp van de NRU uit eind jaren vijftig en waren de RK's (registratiekamers), CK's (controlekamers) en HCK's (hoofdcontrolekamers) nog uitgerust met buizen en in mono. In de jaren zeventig werden al die studio's langzaam maar zeker vervangen door regeltafels met transistoren van het Duitse merk Lawo, met monokanalen, die men in paren moest gebruiken als men een stereoprogramma maakte. Het type van die regeltafels was RK470 voor registratiekamers en CK470 voor muziekstudiocontrolekamers. Van deze serie werden ook enkele spin-offmodellen gemaakt, zoals mixmobielen, waarmee men de regeltafel met extra kanalen kon uitbreiden. Ook bestond er een RCK470-regeltafel, die het midden hield tussen een RK- en CK-installatie. Ook ECK470 en de Langs de Lijn- lijnenmobielen en zelfs de dj-tafel voor Hilversum 3 waarvan er drie stuks werden gebouwd waren spin-offproducten van de 470-serie. Twee exemplaren van deze dj-tafels zijn nadat de nieuwe Radio 3 studio in gebruik was genomen, verkocht aan Radio Rijnmond, het derde dj-meubel is verkocht aan Peter Teekamp,  Eén meubel van Rijnmond staat inmiddels werkend bij het Instituut voor Beeld en Geluid in Hilversum. Vanaf midden jaren tachtig werden studio's ingericht met aangekochte producten van onder meer MBI, Eela en Neve.